# Haus Latum
Das Haus Latum (früher auch Lathum) ist ein Herrenhaus im heute zu Meerbusch gehörigen Stadtteil Latum. Das Haus liegt am nordwestlichen Ortsausgang, an der Straße Richtung Ossum-Bösinghoven und Linn.

## Geschichte

### Ursprünge als Burg

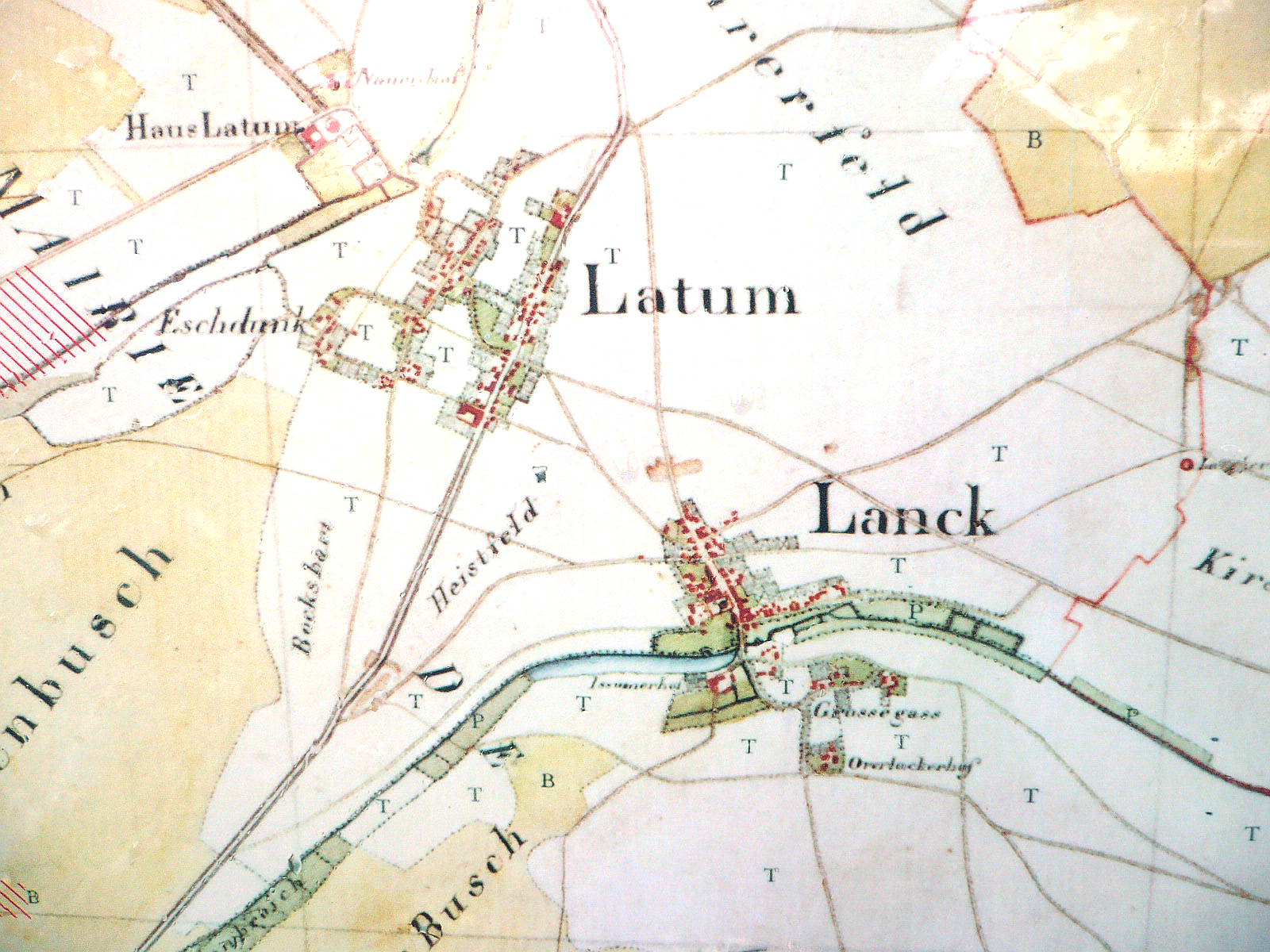
Auf dieser Karte von 1808 (Topographische Aufnahme der Rheinlande) ist die Wasserburg noch deutlich zu erkennen.

Ursprünglich war das Haus, das bereits in einer Urkunde von 1186 erwähnt wird, vermutlich eine Turmhügelburg (Motte), die durch einen umlaufenden Graben gesichert war (Wasserburg), der mit dem vorbeifließenden Buersbach (benannt nach den unten genannten Herren von Buer) verbunden war.
Die Burg verfügte vermutlich auch über eine Burgkapelle, denn in alten Quellen wird ein Hauskaplan erwähnt.
Zum Haus Latum gehörten umfangreiche Ländereien; im 17. Jahrhundert waren dies 205 Morgen Land, 70 Morgen Holzungen und 6 Wälder bei Linn.

### Vom klevischen zum kurkölnischen Lehen (14. Jhd.)
Latum gehörte im Mittelalter zum Kirchspiel Lank in der Honnschaft Lank im Land Linn. Das Land Linn gehörte wiederum zur Grafschaft Kleve und wurde durch die Drosten der Grafen von der Burg Linn verwaltet. Auch das Haus Latum war im Besitz der Grafen von Kleve und wurde von diesen als Mannlehen an seine Gefolgsleute aus dem niederen Adel vergeben.
Ende des 13. Jahrhunderts wurde das Land Linn mit der durch Erbteilung entstandenen Grafschaft Hülchrath von Kleve abgespalten. Als die Grafen von Hülchrath in finanzielle Schwierigkeiten gerieten, wurde die Grafschaft Hülchrath 1314 von dessen Grafen Dietrich Luf III. an das Kölner Erzstift verkauft; Linn jedoch wurde aus der Grafschaft Hülchrath herausgelöst und separat von Graf Dietrich von Kleve erworben. Linn mit Lank und Latum wurde so vorübergehend wieder klevisch. 1366 gehörte Haus Latum Heinrich Romblian von Vossem, Amtmann zu Linn, der mit Agnes von Ütgenbach verheiratet war und das Haus seinen Kindern vererbte. Zu dieser Zeit kam es zu einer Reihe von – teils kriegerischen – Auseinandersetzungen zwischen Kurköln und Kleve/Geldern um die Vorherrschaft über das Land Linn. Diese endeten 1388/92 mit einem Handel zwischen dem Klever Grafen Adolf I. und dem Kölner Erzbischof Friedrich III. von Saarwerden. Adolf verzichtete im Gegenzug gegen andere Gebiete und gegen eine Geldzahlung auf das Land Linn. So ging Linn mit Lank und Latum an Kurköln und das Haus Latum wurde ein kurkölnisches Lehen. Fast zeitgleich, ebenfalls 1392, verzichteten die Kinder des Heinrich Romblian von Vossem zugunsten ihres Stiefvaters Emmerich von Druten, dem dritten Ehemann der Agnes, auf ihr Erbe Haus Latum. Dessen Sohn gleichen Namens verkaufte das Haus 1434 an Friedrich von Husen zu Haus Coull bei Straelen.

### Hausherrenvon Husen(15/16. Jhd.) undvon Bawir(ab 1602)
Bis ins 16. Jahrhundert befand sich das Haus zunächst unter der Lehenschaft der Familie von Husen (Huyssen). In einem Ehevertrag von 1484 wird erwähnt, dass die Braut Beatrix Stael von Holstein das Haus Latum von ihrem Gemahl Vincenz von Huyssen, Sohn des Friedrich von Husen, als Wittum erhielt, doch war diese Ehe kinderlos und das Haus Latum kam an Vinzenz jüngeren Bruder Arnd von Husen und dessen Frau Elisabeth Prick. Diese vererbten Latum an ihren ältesten Sohn Friedrich von Husen und seine Frau Anna von Hammerstein, welche ihren jüngeren Sohn Franz von Husen, verheiratet mit Friederike von Bawir, zum Alleinerben erklärten.
Im Truchsessischen Krieg (1583/84) wurde die Burg belagert und beschädigt, aber wieder aufgebaut.

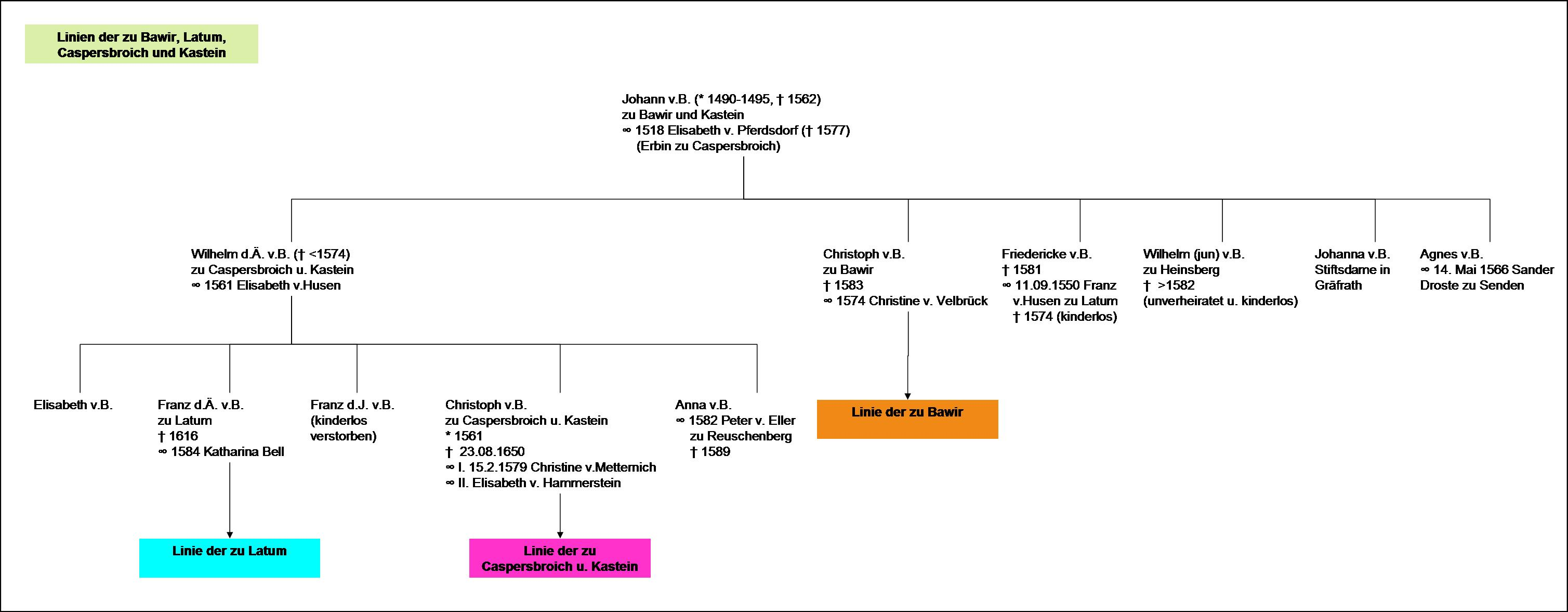
Abstammung der Familie von Bawir zu Latum

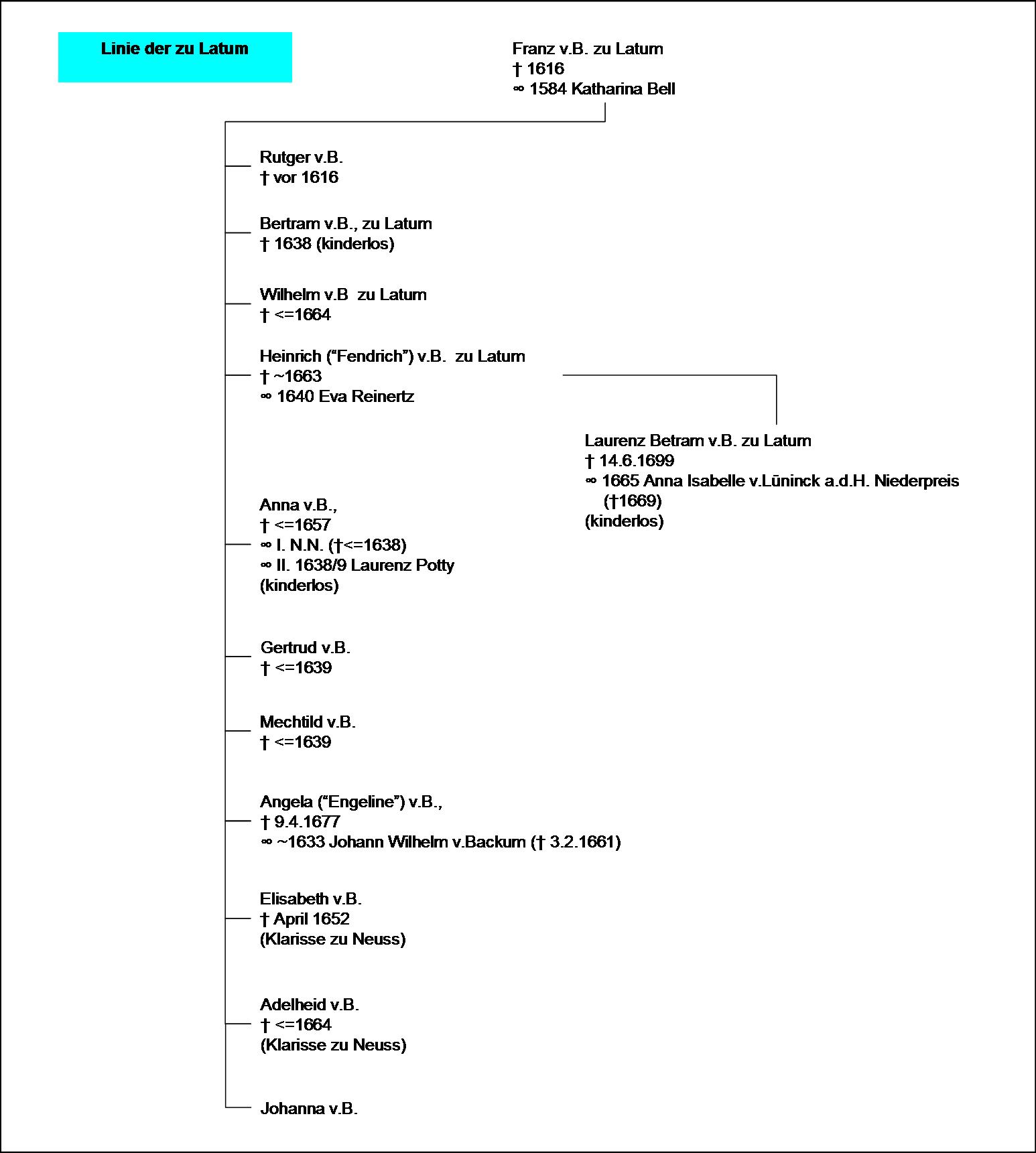
Familienlinie zu Latum

Anfang des 17. Jahrhunderts kam das Haus an das Adelsgeschlecht der Herren von Bawir (Schreibweise auch: Baur, Bawyr, Bavier): Nachdem die Linie von Husen zu Latum mit dem kinderlos gebliebenen Franz von Husen im Mannesstamm erloschen war, fiel das Erbe 1602 an Franz von Bawir, dessen Vater Wilhelm (d. Ä.) von Bawir zu Caspersbroich und Kastein im Jahre 1561 Elisabeth von Husen, eine Schwester von Franz von Husen, geheiratet hatte. In der Folge entwickelte sich innerhalb der Familie von Bawir ein Zweig von Bawir zu Latum.
Nach dem Tode von Franz von Bawir zu Lathum im Jahr 1611 fiel Haus Latum zunächst an dessen zweiten Sohn Bertram und nach dessen kinderlosem Tod 1638 wiederum an dessen jüngeren Bruder Wilhelm, den dritten Sohn von Franz von Bawir.

### Zerstörung im Dreißigjährigen Krieg (1642)
Wilhelm von Bawir hatte aber nur kurz Freude an Haus Latum, denn bereits vier Jahre später, 1642, in der Endphase des Dreißigjährigen Krieges (den sogenannten „Hessenkriegen“), wurde die Burg vollständig ausgeraubt und niedergebrannt. Dazu kam es, nachdem der kaiserlich-kurkölnische Generalfeldzeugmeister Guillaume de Lamboy von der Maas her ein Heer gegen ein am Niederrhein liegendes hessisch-weimarisches Heer unter dem französischen Graf Jean Baptiste Budes de Guébriant führte. De Lamboys Truppen quartierten sich zeitweise „in des Bawyrs Haus“, d. h. Haus Latum, ein, wurde aber am 17. Januar 1642 von seinem Gegner im Morgengrauen überrascht und in der Schlacht auf der Kempener Heide vernichtend geschlagen. Anschließend fielen die hessischen Truppen brandschatzend über viele kurkölnische Orte der Region, darunter auch Latum und Lank, her.
Der durch die Zerstörung seines Hauses völlig mittellose Wilhelm übertrug 1651 das abgebrannte Haus Latum an seinen jüngeren Bruder Heinrich, genannt „Fendrich“, den vierten Sohn von Franz von Bawir. Da dieser verzichtete, belehnte Kurfürst Maximilian Heinrich 1664 dessen Sohn Laurenz Betram von Bawir. Laurenz Betram betraute seinen Prokurator Philipp Mandt mit der Verwaltung der Ruine und der dazugehörigen Ländereien.

### Wiederaufbau (1686) und Hausherrenvon Backumundvon Schweppenburg
Da auch Laurenz Betram von Bawir nicht über die nötigen Mittel verfügte, um das Haus wieder aufzubauen, verschenkte er die Ruine 1686 an den Mann seiner Tante Angela („Engeline“), den kurfürstlichen Hauptmann Johann Wilhelm von Backum aus dem Adelsgeschlecht derer von Backum, Hausherr auf Haus Hamm bei Strümp. Von Backum endlich ließ das Haus im selben Jahr in stark veränderter Form wieder aufbauen. Es entstand die Adelslinie von Backum zu Latum.
Bis zu seinem Tode im Jahre 1746 war Johannes Christoph Freiherr von Backum der Hausherr von Haus Latum. In der zweiten Hälfte des 18. Jahrhunderts kam das Haus dann durch Heirat seiner Tochter und Erbin Isabella von Backum zu Latum mit Freiherr Rudolf Adolf von Geyer zu Schweppenburg unter die Herrschaft derer von Geyr zu Schweppenburg. Es entstand die Linie von Schweppenburg und Latum, in deren Besitz ab 1830 auch das nahegelegene Schloss Pesch fiel.
Nach der Säkularisation infolge der Napoleonischen Besetzung des Linken Niederrheines und des Reichsdeputationshauptschlusses wurde das Haus Latum im 19. Jahrhundert zum weltlichen Bauerngut.

## Heutiger Zustand
In seiner heutigen Form ist das Haus Latum eine 4-flügelige offene Backsteinhofanlage, bestehend aus einem 2-geschossigen Wohngebäude, gebaut in vier Achsen mit einem Walmdach und einem rückwärtig 2-geschossigen Backsteinturmanbau mit neugotischen Fenstern, sowie einem 3-flügeligen Wirtschaftsgebäude.
Das Wohnhaus geht wohl auf den Neubau aus dem 17. Jahrhundert zurück, die Scheunen stammen aus dem 19. Jahrhundert.
Der ehemals umlaufende Burggraben der Wasserburg, der in der Karte von 1808 (siehe Bild) noch deutlich zu erkennen ist, wurde auf der Westseite zugeschüttet und überbaut. Östlich des Hauses liegt heute als Überrest des Wassergrabens noch eine große Mulde, die aber nur nach starken Regenfällen Wasser führt.

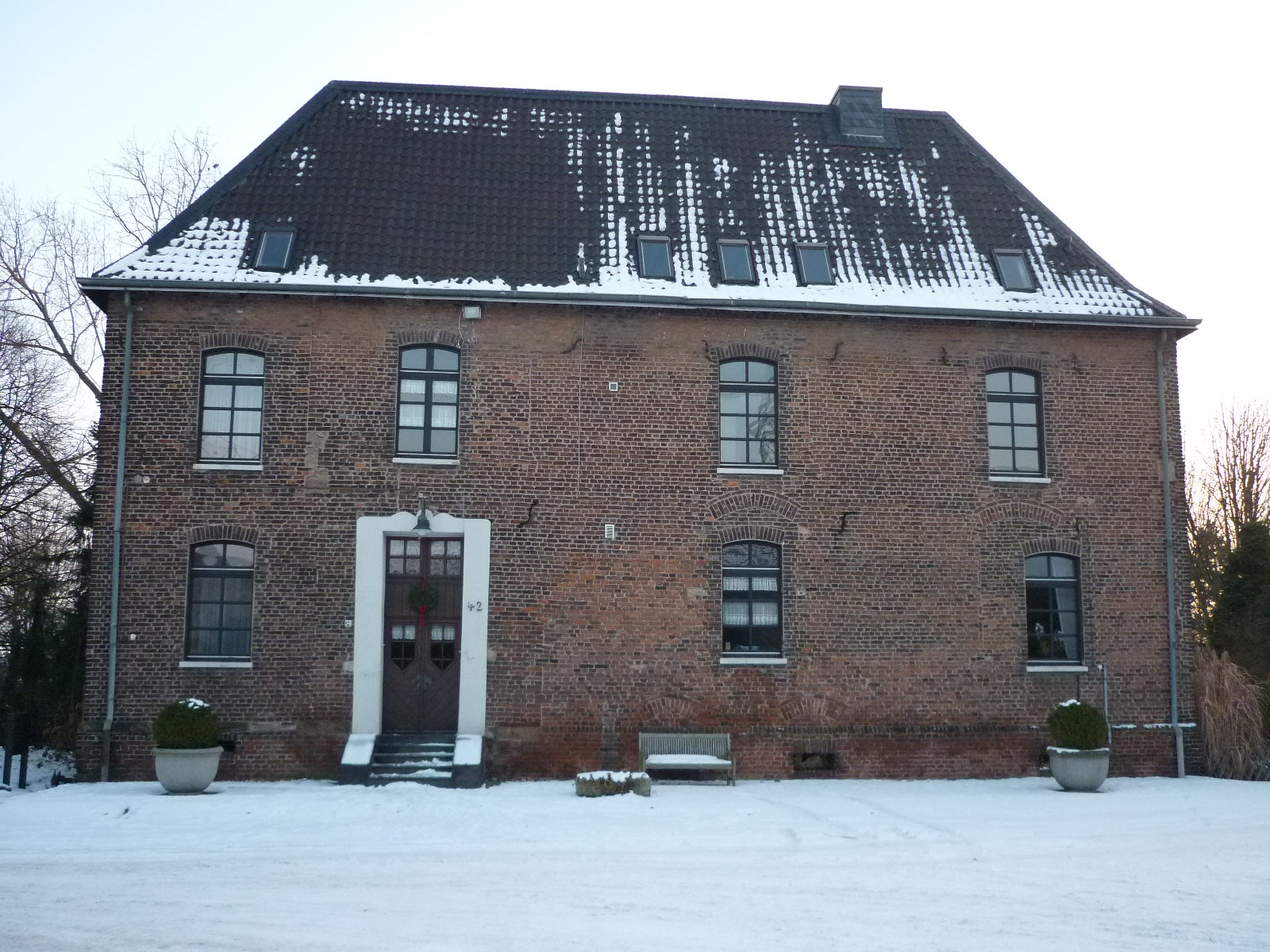
Die Front (Westseite) des Wohnhauses
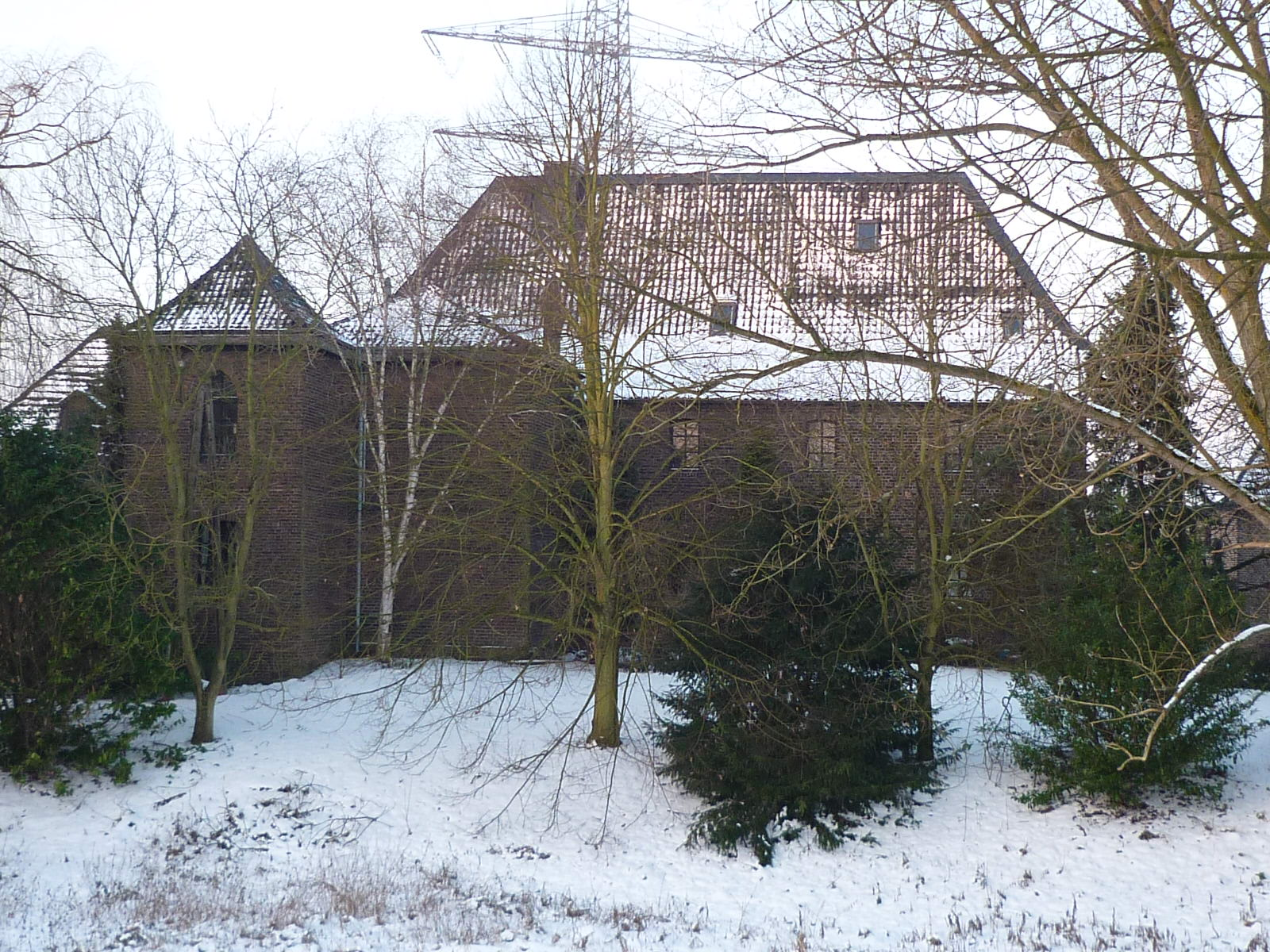
Die Rückseite (Ostseite) des Wohnhauses mit dem Turmanbau
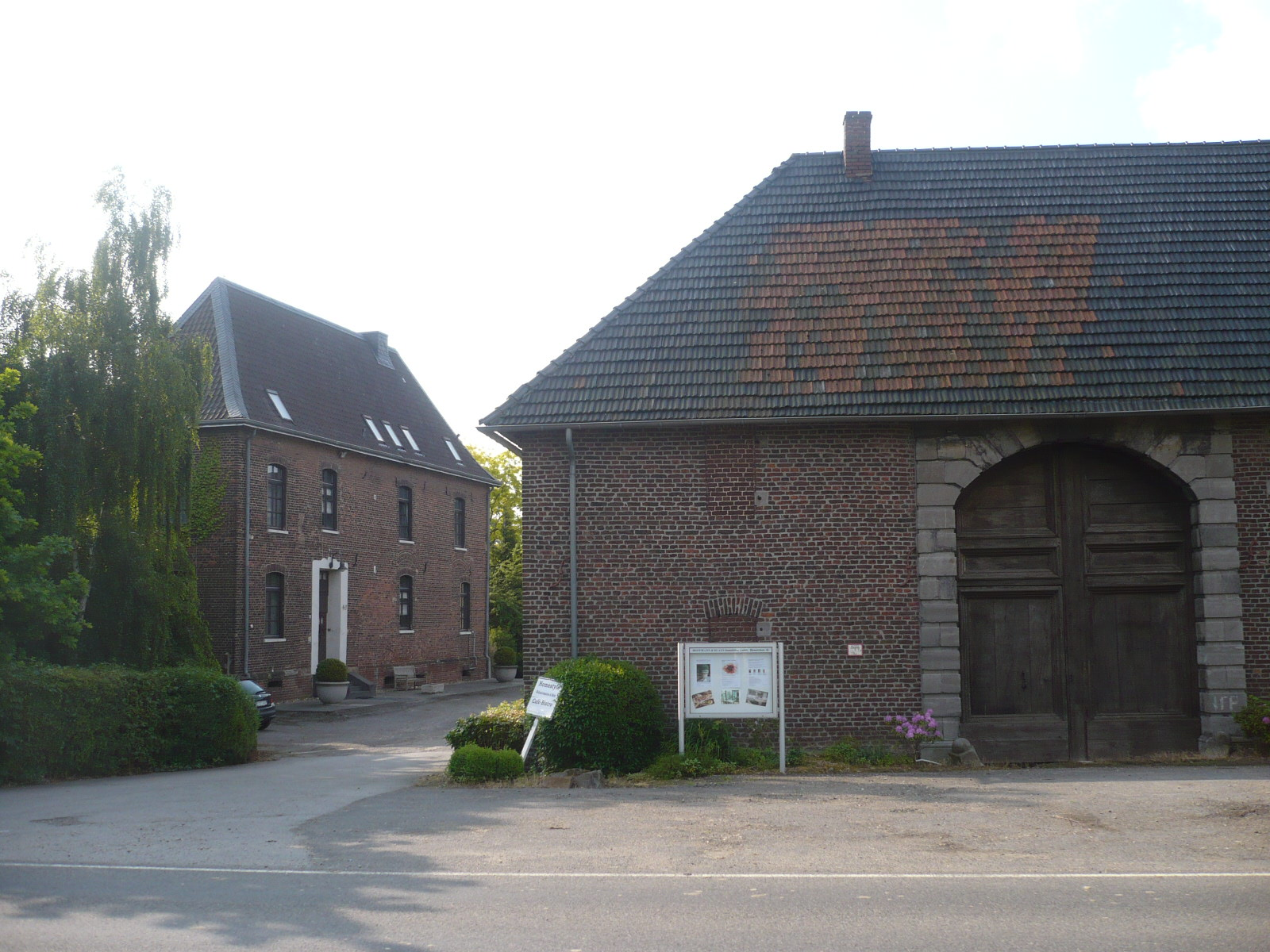
Links das Wohnhaus, rechts im Vordergrund der Nordflügel der Scheune
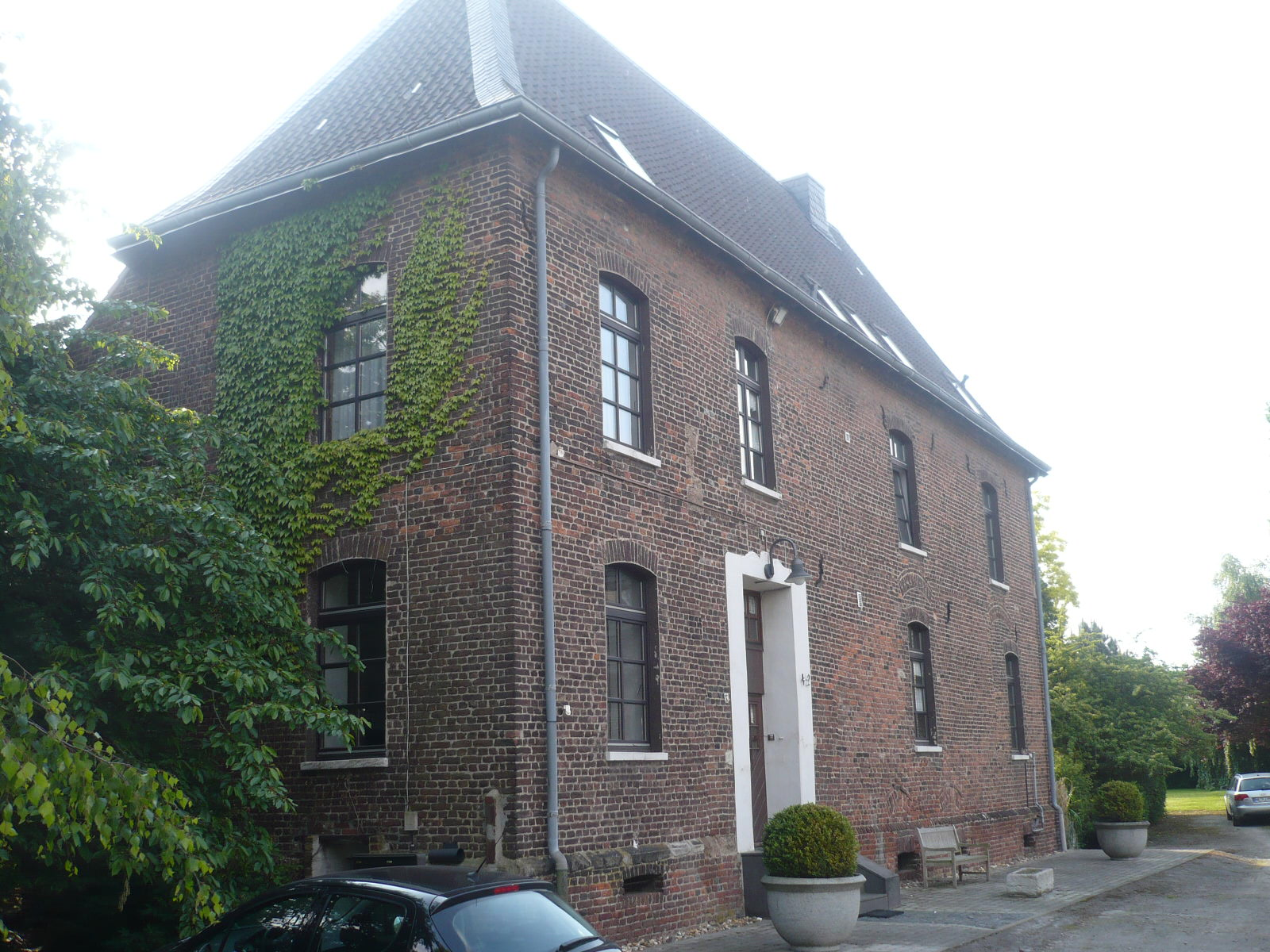
Das Wohnhaus